# Clubul Sportiv Mioveni
CS Mioveni é um clube do Campeonato Romeno de Futebol situado na cidade de Mioveni, fundado em 2000.